# Orthogonis
Orthogonis is een vliegengeslacht uit de familie van de roofvliegen (Asilidae).

## Soorten
- O. andamanensis Joseph & Parui, 1981
- O. campbelli (Paramonov, 1958)
- O. clavata (White, 1914)
- O. complens (Walker, 1859)
- O. erythropa (Wulp, 1898)
- O. liturifera (Walker, 1861)
- O. madagascarensis Bromley, 1942
- O. mauroides (Paramonov, 1958)
- O. nigrocaerulea (Wulp, 1872)
- O. nitididorsalis Tagawa, 2006
- O. obliquistriga (Walker, 1861)
- O. ornatipennis (Macquart, 1850)
- O. scapularis (Wiedemann, 1828)
- O. stygia (Bromley, 1931)
- O. zentae (Paramonov, 1958)